# Bårgåjaure
Bårgåjaure är en sjö i Arjeplogs kommun i Lappland och ingår i Piteälvens huvudavrinningsområde. Sjön har en area på 2,2 kvadratkilometer och ligger 433 meter över havet. Sjön avvattnas av vattendraget Mattaureälven.

## Delavrinningsområde
Bårgåjaure ingår i det delavrinningsområde (735815-161114) som SMHI kallar för Utloppet av Bårgåjaure. Medelhöjden är 489 meter över havet och ytan är 16,01 kvadratkilometer. Räknas de 22 avrinningsområdena uppströms in blir den ackumulerade arean 263,56 kvadratkilometer. Mattaureälven som avvattnar avrinningsområdet har biflödesordning 2, vilket innebär att vattnet flödar genom totalt 2 vattendrag innan det når havet efter 204 kilometer. Avrinningsområdet består mestadels av skog (78 procent). Avrinningsområdet har 2,52 kvadratkilometer vattenytor vilket ger det en sjöprocent på 15,7 procent.